# تشاندا بريسكود- واينشتاين
تشاندا بريسكود- واينشتاين (بالإنجليزية: Chanda Prescod-Weinstein)‏، هي عالمة فلك وكاتبة علوم أمريكية وناشطة في مجال المساواة وتتركز نشاطاتاها في جامعة نيو هامبشير. بين 2016 و2018، كانت المحقق الرئيسي في منحة مؤسسة الأسئلة التأسيسية بعنوان «مخطط معرفي في علم الفلك | علم الفيزياء: إعادة تشكيل المراقبين».

## حياتها المبكرة والتعليم
ولدت بريسكود- واينشتاين في إل سيرينو في شرق لوس أنجلوس، كاليفورنيا، وارتادت مدرسة لوس أنجلوس الموحدة. تعتبر تشاندا من أصل بربادوسي نسبةً إلى أصل والدتها ومن أصل يهودي روسي ويهودي أوكراني نسبةً إلى أصل والدها. حصلت على درجة البكالوريوس في الفيزياء وعلم الفلك من جامعة هارفارد في عام 2003. وقد أكملت أطروحتها «دراسة عن الرياح في نوى المجرة النشطة»، تحت إشراف مارتن إلفيس. كما حصلت على درجة الماجستير في علم الفلك من جامعة كاليفورنيا (سانتا كروز)، حيث عملت مع أنتوني أغيري. حصلت بريسكود- واينشتاين على شهادة الدكتوراه في عام 2010، بعد تقديمها لأطروحتها «تسريع ظواهر الجاذبية الكمية»، تحت إشراف كل من لي سمولين ونيايش أفشوردي في معهد بريمتر للفيزياء النظرية. كل ذلك جعلها المرأة الأمريكية الأفريقية الثالثة والستين التي حصلت على درجة الدكتوراه في الفيزياء على مر التاريخ.

## الأبحاث
ركزت أبحاث بريسكود- واينشتاين على مواضيع مختلفة في علم الكونيات والفيزياء النظرية، بما في ذلك الأكسيون كمرشح للمادة المظلمة، والتضخم، والحقول الكلاسيكية والكمية في الكون المبكر.
من عام 2004 حتى عام 2007، كانت بريسكود- واينشتاين زميلة باحثة في مؤسسة العلوم الوطنية.
بعد حصول بريسكود- واينشتاين على الدكتوراه، أصبحت زميلة ما بعد الدكتوراه في ناسا في مختبر علم الكونيات المرصدي في مركز غودارد لرحلات الفضاء. وفي عام 2011، حصلت على زمالة الدكتور مارتن لوثر كينغ الابن لما بعد الدكتوراه في معهد ماساتشوستس للتكنولوجيا، حيث تم تعيينها بشكل مشترك في معهد كافلي للفيزياء الفلكية وبحوث الفضاء وقسم الفيزياء. عملت بريسكود- واينشتاين في هذا المعهد ضمن مجموعة آلان غوث في مركز الفيزياء النظرية.
في عام 2016، أصبحت المحقق الرئيسي على منحة مقدارها 100.522 دولار أمريكي ضمن برنامج مؤسسة الأسئلة التأسيسية لدراسة «مخطط معرفي في علم الفلك | علم الفيزياء: إعادة تشكيل المراقبين» الذين يسعون للإجابة على الأسئلة المتعلقة بكيفية إعادة صياغة من هو «المراقب»، والاعتراف بهؤلاء الموجودين خارج إطار التنوير الأوروبي، وكيف يمكن لهم أن يغيروا من إنتاج المعرفة في العلوم.
حالياً تعمل بريسكود- واينشتاين على تجربة ستروب إكس الخاصة بناسا.

## الجوائز
حصلت بريسكود- واينشتاين على منحة جوردن سي بينوي المقدمة من شركة بربادوس هاوس كندا في عام 2007. وفي عام 2013، حصلت على جائزة الكيلومتر اللانهائي الخاصة بمعهد ماساتشوستس للتكنولوجيا. وفي آذار 2017، فازت بريسكود- واينشاتين بجائزة تقدير كفاءة فيزيائيي مجتمع المثليبن تقديراً لـ«سنوات من الجهد المتفاني في تغيير ثقافة الفيزياء لتكون أكثر شمولاً وتفهماً لجميع المجتمعات المهمشة».

## الارتباط العام
بريسكود- واينشتاين مدافعة عن زيادة التنوع في المجالات العلمية من خلال النظر إلى تقاطع أشكال التمييز. والاحتفال المناسب للمجموعات المساهمة في زيادة إنتاج المعرفة العلمية. كانت عضواً في اللجنة التنفيذية للمجتمع الوطني للفيزيائيين السود. في عام 2017، كانت المتحدثة العامة في اجتماع «النساء في الفيزياء».
كما ساهمت بريسكود- واينشتاين بمقالات علمية شهيرة في مجلة سلايت، ومجلة العالم الأمريكي، ومجلة الطبيعة، ومجلة بيتش، ومجلة عالم الفيزياء. كما أنها عضو في مجلس مراجعة مجلة الفيزياء اليوم، وكانت سابقاً رئيسة تحرير مجلة «الانطلاق».
وصفتها الجمعية الفيزيائية الأمريكية بأنها «حضور صوتي على تويتر». قامت بريسكود- واينشتاين بالعديد من المقابلات الصحفية والخطابات العامة. في عام 2018، كانت بريسكود- واينشتاين واحدة من بين 18 مؤلف لـ«جسيمات من أجل العدالة»، وهو بيان يدين تعليقات أليساندرو ستروميا المثيرة للجدل حول النساء في مجال الفيزياء في سيرن.

## الحياة الشخصية
بريسكود- واينشتاين حرّة جنسيّاً وهي معدومة الهوية الجنسية الاجتماعية، كما أنها متزوجة من محامي.